# 상관2터널
상관2터널(上關2터널, Sanggwan 2 Tunnel)은 전북특별자치도 완주군 상관면 의암리와 소양면 신촌리를 잇는 새만금포항고속도로 상의 터널으로, 2007년 12월 13일 익산 분기점 ~ 장수 나들목 구간과 함께 개통하였다.
연장은 익산 방면이 356m, 장수 방면은 336m이고, 폭의 경우 다른 익산장수고속도로 상의 터널과 같은 규모로 익산 방면은 11.5m(유효폭 10.6m), 장수 방면은 13.6m(유효폭 12.7m)이고 높이는 익산 방면 8.2m, 장수 방면 9.3m이다. 서쪽으로는 계민1~3교, 의암교를 거쳐 상관1터널으로, 동쪽으로는 노선 내 최고 높이 교량인 만덕교를 거쳐 곰티터널으로 이어진다.

## 같이 보기
- 상관1터널: 익산 방면, 다음 터널
- 곰티터널: 장수 방면, 다음 터널
- 만덕교